# Hideki Omoto
Hideki Omoto (ur. 12 sierpnia 1984 r.) – japoński wioślarz.

## Osiągnięcia
- Mistrzostwa Świata – Poznań 2009 – czwórka bez sternika wagi lekkiej – 10. miejsce[1].